# Martina Navratilova
Martina Navratilova (cseh alakban: Martina Navrátilová) (Prága, 1956. október 18. –) egykori világelső, olimpikon, visszavonult amerikai teniszezőnő.
Csehszlovákiából származik, 1975-ben, 18 évesen disszidált az Egyesült Államokba, majd 1981-ben amerikai állampolgárságot kapott. Egyéniben, párosban és vegyespárosban összesen 59-szeres Grand Slam-győztes, karrierje során 369 tornát nyert. Egyéniben és párosban is világelső volt.
A 2004-es athéni olimpián női párosban Lisa Raymonddal a negyeddöntőig jutott.
2000-ben a teniszhírességek csarnokának (International Tennis Hall of Fame) tagjai közé választották.

### Karrier
Martina Navratilova 1956. október 18-án született Prágában Martina Šubertová néven. Szülei hároméves korában elváltak, és édesanyja hozzáment egy Miroslav Navratil nevű férfihez, aki a későbbi sztár első teniszedzője volt. Az ő nevét vette fel.
15 évesen megnyerte a csehszlovák bajnokságot, majd 17 évesen első felnőtt tornáját, már az Egyesült Államokban, Orlandóban.
18 éves korában, 1975-ben folyamodott amerikai állampolgárságért (miután New Yorkban elvesztett egy döntőt Chris Evert ellen), de egy ideig csak ideiglenes letelepedési engedélyt kapott. 1981-ben lett végleg amerikai állampolgár. (Érdekesség, hogy 2008 januárjában megújította cseh állampolgárságát is.)
Első Grand Slam-sikerét Wimbledonban aratta, 1978-ban. Először Chris Everttel vívott nagy csatákat, 1987-ben pedig feltűnt Steffi Graf, akivel szintén sokat csatázott.
1994-ben Conchita Martínez megverte a wimbledoni döntőben, ahová 37 évesen jutott el. Ezután nem sokkal bejelentette visszavonulását.
2000-ben, általános meglepetésre, 44 évesen tért vissza a pályára, jobbára páros meccseket játszani. 2003-ban vegyes párosban Grand Slam tornát nyert Lijendar Pedzs párjaként Wimbledonban és az Australian Openen – 47 évesen – ezzel szintén rekorder lett. Még ekkor sem volt megállás. 2006-ban vegyes párosban megnyerte az amerikai nyílt bajnokságot, majd 50. születésnapja után 1 hónappal 59. Grand Slam-trófeáját emelhette a magasba. Ez utóbbi során a 28 éves Bob Bryan volt a partnere. 2006 karácsonyán jelentette be, hogy 27 éves profi karrier után végleg befejezi.
Tizennyolcszoros egyéni, harmincegyszeres páros, tízszeres vegyes páros Grand Slam-győztes. Tizenkétszer jutott döntőbe Wimbledonban, ebből kilencszer nyert, 1982 és 1987 között sorozatban. Mind egyéniben, mind párosban, mind vegyes párosban megcsinálta a karrier Grand Slamet. Egyéniben 167, párosban 177 tornát nyert: mindkettő rekord a teljes (férfi és női) mezőnyben. Ő tartja a sorozatban megnyert meccsek rekordját is (74).

### Szexualitása
1981-ben, nem sokkal az amerikai állampolgárság megszerzése után nyíltan felvállalta szexuális irányultságát, kezdetben biszexuálisnak, később leszbikusnak vallotta magát. 1983 és 1991 között Judy Nelson írónővel élt élettársi kapcsolatban.
2006 óta Julia Lemogovával randevúzott. Martina 2014 szeptemberében megkérte Julia kezét, majd három hónappal később New Yorkban összeházasodtak.
Számtalan esetben vett részt melegjogi kezdeményezésekben, ezért 1999-ben a Human Rights Campaign díjában részesült.

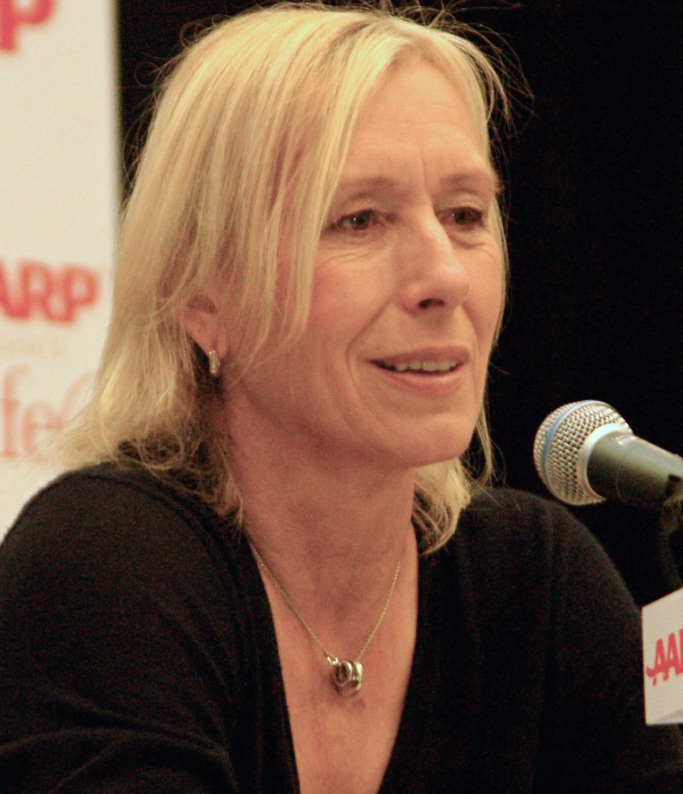
2011-ben

### Grand Slam Egyéni Döntők: 32 (18–14)
|         | Év   | Bajnokság           | Borítás | Ellenfél          | Eredmény                |
| ------- | ---- | ------------------- | ------- | ----------------- | ----------------------- |
| Döntő   | 1975 | Australian Open     | Fű      | Evonne Goolagong  | 3–6, 2–6                |
| Döntő   | 1975 | Roland Garros       | Salak   | Chris Evert       | 6–2, 2–6, 1–6           |
| Győztes | 1978 | Wimbledon (1)       | Fű      | Chris Evert       | 2–6, 6–4, 7–5           |
| Győztes | 1979 | Wimbledon (2)       | Fű      | Chris Evert       | 6–4, 6–4                |
| Döntő   | 1981 | US Open             | Kemény  | Tracy Austin      | 6–1, 6–7(4–7), 6–7(1–7) |
| Győztes | 1981 | Australian Open (1) | Fű      | Chris Evert       | 6–7(4–7), 6–4, 7–5      |
| Győztes | 1982 | Roland Garros (1)   | Salak   | Andrea Jaeger     | 7–6(8–6), 6–1           |
| Győztes | 1982 | Wimbledon (3)       | Fű      | Chris Evert       | 6–1, 3–6, 6–2           |
| Döntő   | 1982 | Australian Open     | Fű      | Chris Evert       | 3–6, 6–2, 3–6           |
| Győztes | 1983 | Wimbledon (4)       | Fű      | Andrea Jaeger     | 6–0, 6–3                |
| Győztes | 1983 | US Open (1)         | Kemény  | Chris Evert       | 6–1, 6–3                |
| Győztes | 1983 | Australian Open (2) | Fű      | Kathy Jordan      | 6–2, 7–6(7–5)           |
| Győztes | 1984 | Roland Garros (2)   | Salak   | Chris Evert       | 6–3, 6–1                |
| Győztes | 1984 | Wimbledon (5)       | Fű      | Chris Evert       | 7–6(7–5), 6–2           |
| Győztes | 1984 | US Open (2)         | Kemény  | Chris Evert       | 4–6, 6–4, 6–4           |
| Döntő   | 1985 | Roland Garros       | Salak   | Chris Evert       | 3–6, 7–6(7–4), 5–7      |
| Győztes | 1985 | Wimbledon (6)       | Fű      | Chris Evert       | 4–6, 6–3, 6–2           |
| Döntő   | 1985 | US Open             | Kemény  | Hana Mandlíková   | 6–7(3–7), 6–1, 6–7(2–7) |
| Győztes | 1985 | Australian Open (3) | Fű      | Chris Evert       | 6–2, 4–6, 6–2           |
| Döntő   | 1986 | Roland Garros       | Salak   | Chris Evert       | 6–2, 3–6, 3–6           |
| Győztes | 1986 | Wimbledon (7)       | Fű      | Hana Mandlíková   | 7–6(7–1), 6–3           |
| Győztes | 1986 | US Open (3)         | Kemény  | Helena Suková     | 6–3, 6–2                |
| Döntő   | 1987 | Australian Open     | Fű      | Hana Mandlíková   | 5–7, 6–7(1–7)           |
| Döntő   | 1987 | Roland Garros       | Salak   | Steffi Graf       | 4–6, 6–4, 6–8           |
| Győztes | 1987 | Wimbledon (8)       | Fű      | Steffi Graf       | 7–5, 6–3                |
| Győztes | 1987 | US Open (4)         | Kemény  | Steffi Graf       | 7–6(7–4), 6–1           |
| Döntő   | 1988 | Wimbledon           | Fű      | Steffi Graf       | 7–5, 2–6, 1–6           |
| Döntő   | 1989 | Wimbledon           | Fű      | Steffi Graf       | 2–6, 7–6(7–1), 1–6      |
| Döntő   | 1989 | US Open             | Kemény  | Steffi Graf       | 6–3, 5–7, 1–6           |
| Győztes | 1990 | Wimbledon (9)       | Fű      | Zina Garrison     | 6–4, 6–1                |
| Döntő   | 1991 | US Open             | Kemény  | Szeles Mónika     | 6–7(1–7), 1–6           |
| Döntő   | 1994 | Wimbledon           | Fű      | Conchita Martínez | 4–6, 6–3, 3–6           |